# همه سرنخ‌های اشتباه برای راه حل مناسب
همه سرنخ‌های اشتباه برای راه حل مناسب (به انگلیسی: All the Wrong Clues for the Right Solution) یک فیلم کمدی هنگ کنگی محصول سال ۱۹۸۱ به کارگردانی تسوی هارک است.

## بازیگران
- جرج لام
- تدی رابین
- کارل ماکا
- تانگ کی چان
- یو وای
- دیوید وو
- جان شوم
- بلو یانگ
- اریک تسانگ
- مریلین وانگ